# Claudio Girlanda
Claudio Girlanda (né le 17 février 1959 à Buttapietra) est un coureur cycliste italien, actif dans les années 1970 et 1980.

## Biographie
Chez les amateurs, Claudio Girlanda se distingue en obtenant plusieurs victoires, sous les couleurs du GS Car Diesel et de l'UC Nicolò Biondo-Carpi. Il passe ensuite professionnel en 1982 au sein de la nouvelle équipe Termolan-Galli. Bon sprinteur, il finit neuvième de Milan-Vignola. Il se classe par ailleurs cinquième de la première du Tour d'Italie, pour sa première participation à l'épreuve. Un fait de course le contraint cependant à l'abandon,.
En 1983, il se présente à nouveau au départ du Tour d'Italie. Tout comme l'année précédente, il brille sur des parcours plats en terminant quatrième d'une étape au sprint à Milan, et dixième d'une autre étape à Terracina. Il parvient également à rallier l'arrivée finale à Udine, à la 140e et dernière place du classement général. À l'issue de cette saison, il me un terme à sa carrière, alors qu'il est âgé de seulement 24 ans,.

## Palmarès

### Par année
- 1978
  - 2e de Vicence-Bionde
- 1979
  - Coppa Antonio Molteni
- 1980
  - Milan-Busseto
  - Trophée Francesco Gennari
  - Coppa Sportivi Gombitesi
- 1981
  - Coppa Antonio Molteni
  - Milan-Bologne
  - 2e du Gran Premio della Possenta

### Résultats sur les grands tours

#### Tour d'Italie
2 participations
- 1982 : abandon (7e étape)
- 1983 : 140e et dernier